# 3536 Шляйхер
3536 Шляйхер (3536 Schleicher) — астероїд головного поясу, відкритий 2 березня 1981 року.
Тіссеранів параметр щодо Юпітера — 3,552.